# Пароводяной куб
 ПВК - пароводяной куб

## Перегонные кубы
Перегонные кубы всегда были неотъемлемым оборудованием самогонщиков. Конструкции кубов, материалы, из которых они производятся изменялись с течением времени и в конечном итоге приобрели привычные нам формы.

### Немного истории
Перегонные кубы появились в средние века благодаря алхимикам, которые, производя свои опыты, пытались найти эликсир вечной молодости. Для этого ученые нагревали различные жидкости, продукты, растения в медных чашах, которые стали прототипом для аламбика.
Когда же в область их исследований попало вино, то ученые обратили внимание на то, что жидкость, конденсируясь в другом сосуде после нагревания, изменяет цвет и становится более крепкой. Это и послужило толчком для создания первых самогонных аппаратов, и стало катализатором производства во всем мире крепких алкогольных напитков.

### Конструкции перегонных кубов
В конструкции стандартного перегонного куба нет ничего сложного. По сути это емкость с герметичной крышкой и разъемом для установки дистиллятора.
Для изготовления надежного перегонного куба должна использоваться только качественная нержавеющая сталь, поэтому, зачастую, производители берут за основу либо пивные кеги, либо поварские баки и особым образом их дорабатывают:

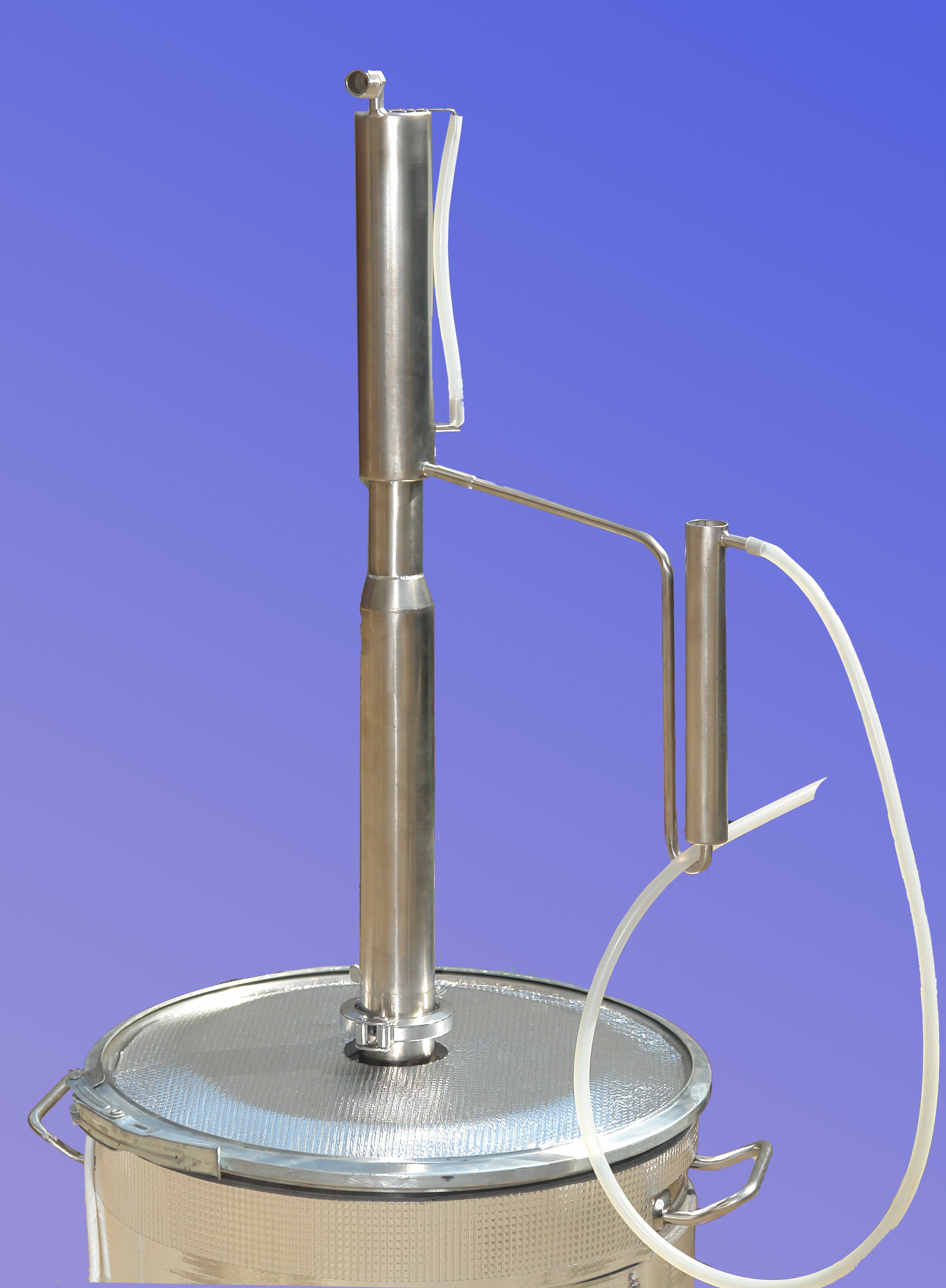
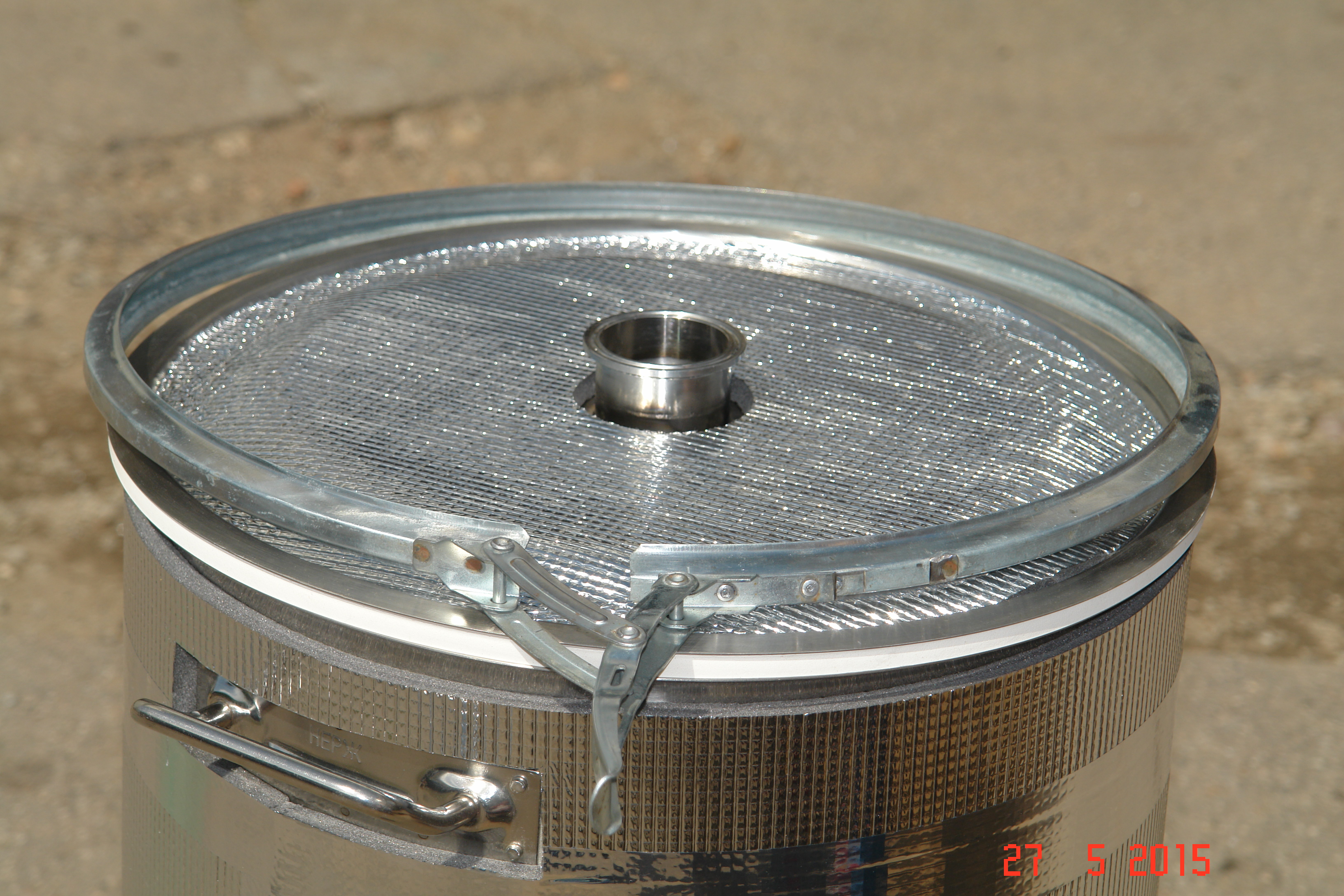

Также есть популярные кубы из скороварок, и уже давно забытые кубы из молочных алюминиевых бидонов. Их производство гораздо дешевле, это отражается на качестве напитков.

## ПВК - пароводяной куб (пароводяной котел)

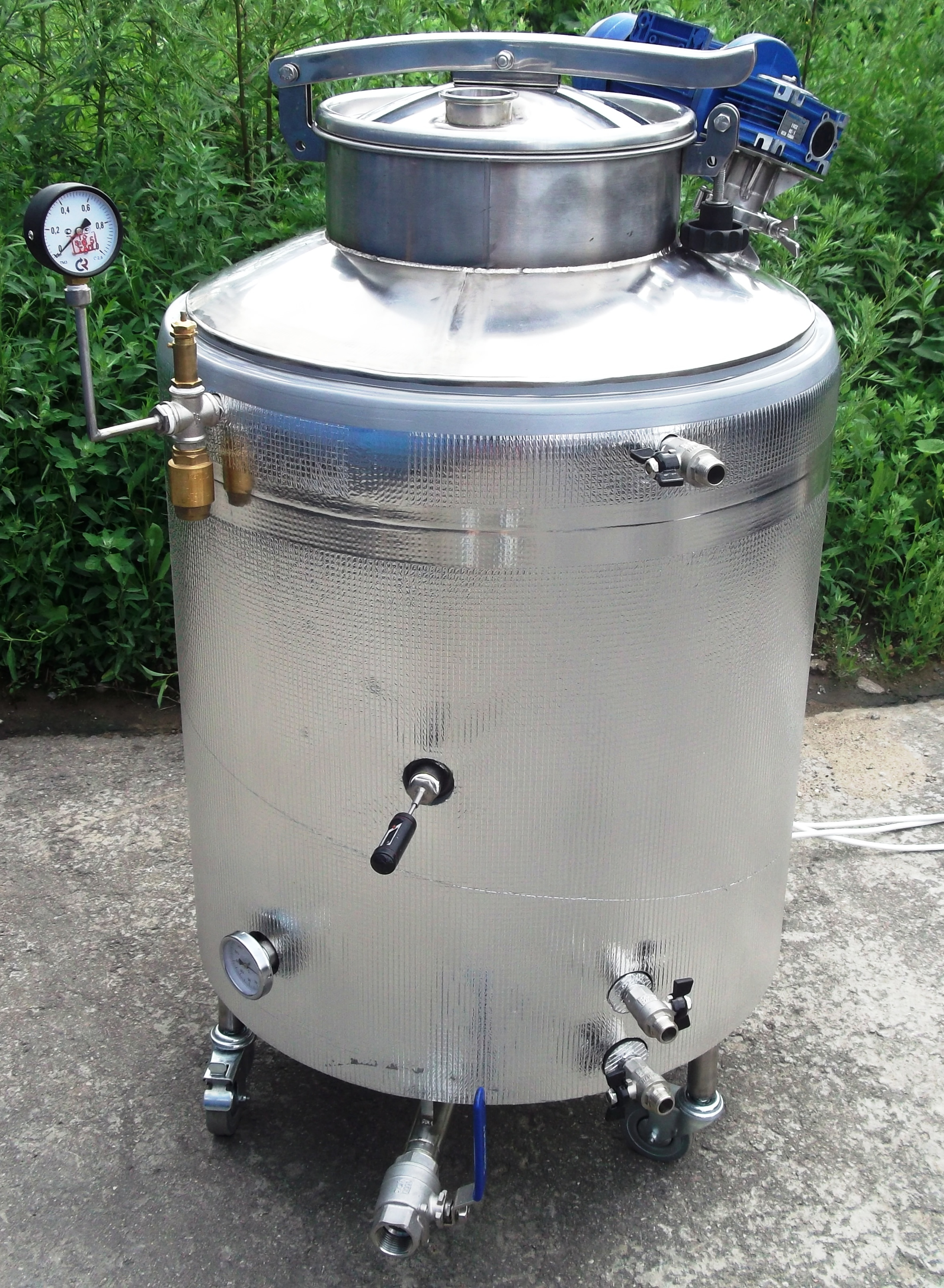
Пароводяной куб с мешалкой

Самым последним словом техники среди оборудования для производства спиртных напитков является Пароводяной куб. Данный аппарат -это пароводяной котел с рубашечным типом нагрева, который решает на новом уровне абсолютно все задачи в практике домашнего винокура и пивовара, увлеченного созданием элитных алкогольных напитков из зернового и другого благородного сырья.

### Описание
У пароводяных кубов рубашечный принцип нагрева: Вокруг основной емкости, в которой находится брага, построена рубашка, в которую заливается вода для нагрева. Разогрев воды осуществляется посредством нержавеющих ТЭНов. Температура в рубашке должна достигать 107-110 градусов. Жидкость, покрывающая ТЭНы, переходит в пар тем самым разогревая всю поверхность стенок основной емкости. За счет такого типа нагрева не происходит присыхания и пригорания густых зерновых и фруктовых браг, что защищает от нежелательных вкусовых эффектов.
Для увеличения КПД нагрева, пароводяной куб обязательно имеет термоизоляцию(утепление). Так как внутри рубашки образуется давление, то на ПВК в Обязательном порядке устанавливают группу безопасности, состоящую из подрывного и обратного клапана, а так же из манометра. Для удобства приготовления пивного сусла ПВК так же оснащают фальшдном.